# 匹見川
匹見川（ひきみがわ）は、高津川水系の支流で島根県の主に益田市を流れる一級河川。

## 地理
島根県益田市東部の広島県北広島町との県境近くに発し、匹見峡と呼ばれる渓谷を形成しながら南西に流れる。紙祖川合流地点からは国道488号に沿って西へと向きを変え、益田市横田町で高津川へと合流する。
なお、匹見峡がジグザグに流れているのは、断層のためである。

## 流域の自治体
島根県
益田市、鹿足郡津和野町

## 主な支流
- 赤谷川
- 広見川
- 紙祖川
- 石谷川

## 並行する交通

### 道路
- 国道488号
- 島根県道307号波佐匹見線